# Список аеродромів Антарктики
У даному списку наведено перелік аеродромів та злітно-посадкових смуг, розташованих в Антарктиці.

## Список

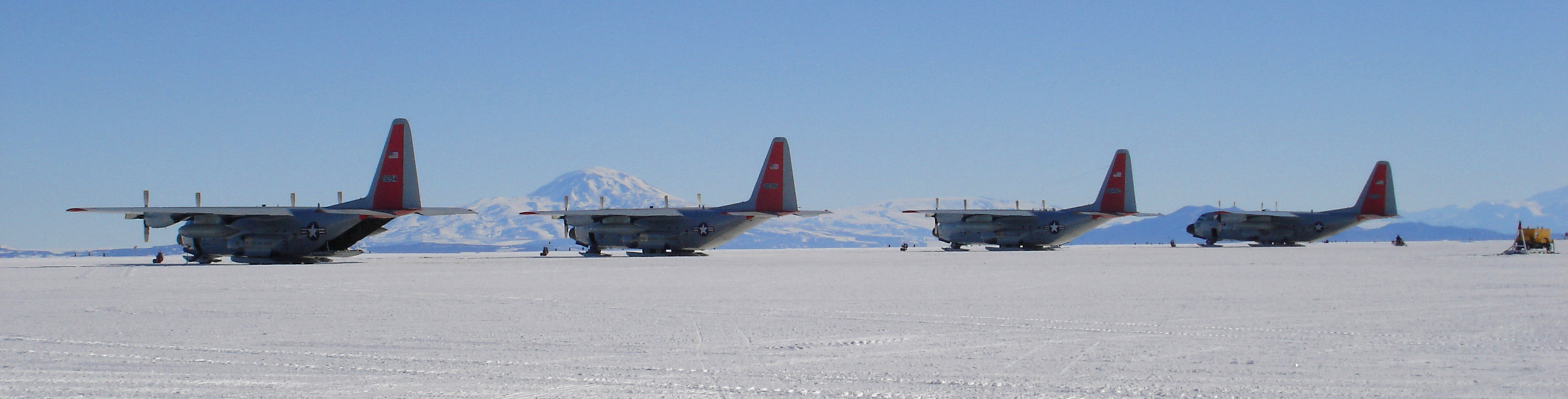
Аеропорт Поле Вільямс, станція Мак-Мердо

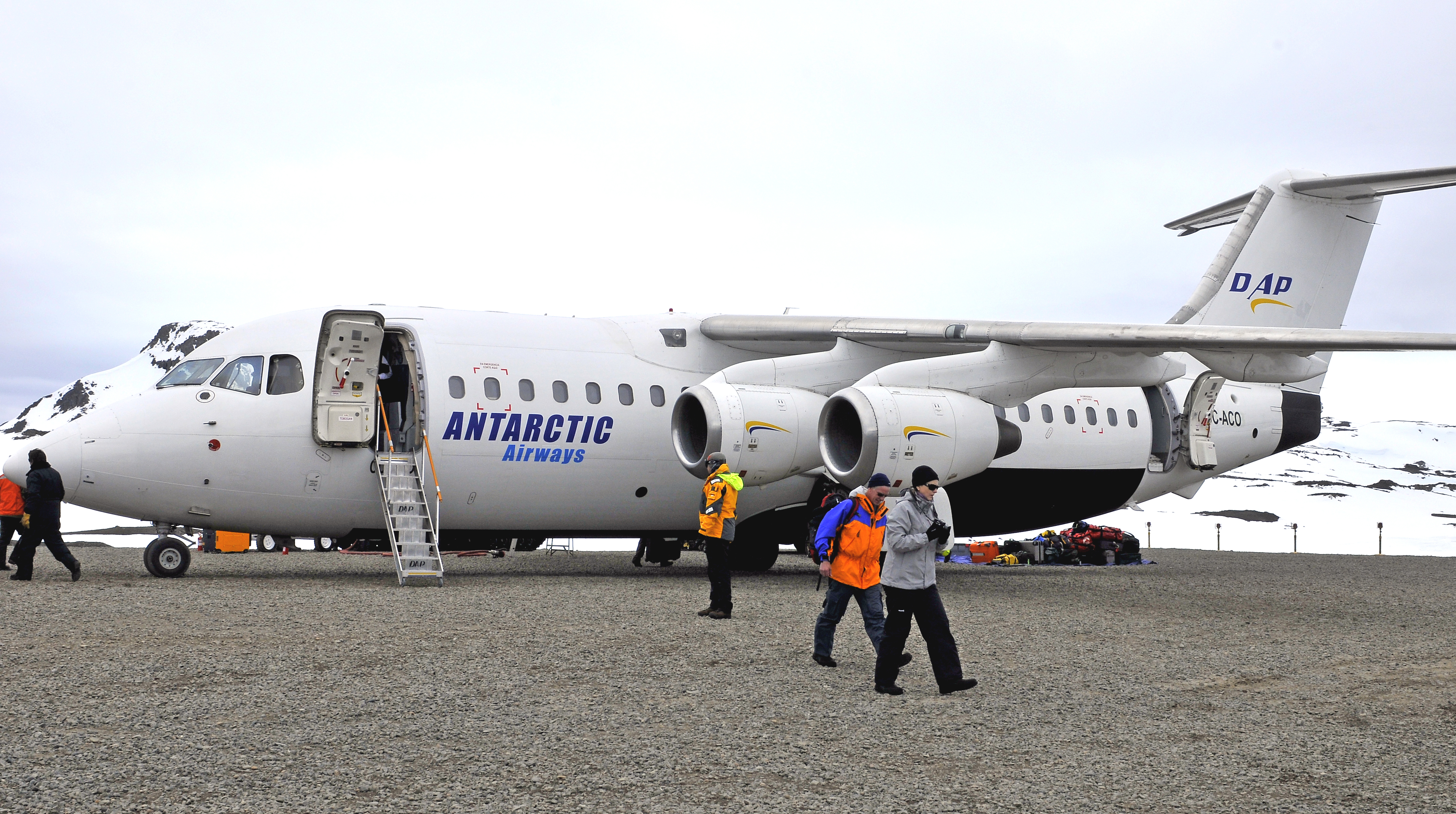
Аеропорт імені Тенієнте Марша

| Назва Тип                                                                 | Країна            | ICAO код  | IATA код | Розташування                         | Координати                                                                  | Злітно-посадкова смуга: Напрямок Довжина Покриття                 |
| ------------------------------------------------------------------------- | ----------------- | --------- | -------- | ------------------------------------ | --------------------------------------------------------------------------- | ----------------------------------------------------------------- |
| Авіабаза ALCI (обслуговує станції «Новолазарєвська» та «Майтрі») аеродром | Росія Індія       | AT17      |          | Земля Королеви Мод                   | 70°49′17″ пд. ш. 11°38′36″ сх. д. / 70.821517° пд. ш. 11.643345° сх. д.     | 10/28 3 299 м лід                                                 |
| ЗПС Браунінга ЗПС                                                         | Італія            | AT02      |          | Терра Нова Бей                       | 74°37′21″ пд. ш. 163°54′58″ сх. д. / 74.622402° пд. ш. 163.916184° сх. д.   | 02/20 920 м Лід                                                   |
| ЗПС Берд ЗПС                                                              | США               |           |          | Земля Мері Берд                      | 80°01′01″ пд. ш. 119°35′06″ зх. д. / 80.016933° пд. ш. 119.584944° зх. д.   | 3 330 м Лід                                                       |
| Аеродром Кейсі (обслуговує Кейсі) аеродром                                | Австралія         | YCSK      |          | Берег Бадда Земля Вілкса             | 66°17′17″ пд. ш. 110°45′27″ сх. д. / 66.288015° пд. ш. 110.757578° сх. д.   | 9/27 1 996 м Лід                                                  |
| ЗПС Конкордія ЗПС                                                         | Франція Італія    | AT03      |          | Полярне плато                        | 75°06′12″ пд. ш. 123°21′30″ сх. д. / 75.103278° пд. ш. 123.358250° сх. д.   | 01/19 1 500 м Лід                                                 |
| D10 ЗПС                                                                   | Франція           | AT04      |          | Мис Геодезі                          | 66°40′05″ пд. ш. 139°49′11″ сх. д. / 66.668000° пд. ш. 139.819667° сх. д.   | 10/28 від 97 м (варіюється) Лід                                   |
| ЗПС D85 ЗПС                                                               | Франція           | AT05      |          | Земля Аделі                          | 70°25′30″ пд. ш. 134°08′45″ сх. д. / 70.425° пд. ш. 134.145833° сх. д.      | 9/27 2 848 м Лід                                                  |
| Davis Plateau (обслуговує станцію «Дейвіс») ЗПС                           | Австралія         | AT07      |          | Земля Принцеси Єлизавети             | 68°28′11″ пд. ш. 78°47′27″ сх. д. / 68.469639° пд. ш. 78.790889° сх. д.     | 17/35 97 м Лід                                                    |
| Davis Sea ice (обслуговує станцію «Дейвіс») ЗПС                           | Австралія         |           |          | Земля Принцеси Єлизавети             | 68°33′53″ пд. ш. 77°57′54″ сх. д. / 68.564667° пд. ш. 77.964972° сх. д.     | 97 м Лід                                                          |
| ЗПС Купол Фудзі ЗПС                                                       | Японія            |           |          | Земля Королеви Мод                   | 77°19′00″ пд. ш. 39°42′00″ сх. д. / 77.316667° пд. ш. 39.700000° сх. д.     | 1 200 м Лід                                                       |
| ЗПС Дружная-4 ЗПС                                                         | Росія             |           |          | Земля Принцеси Єлизавети             | 69°44′16″ пд. ш. 73°44′00″ сх. д. / 69.737894° пд. ш. 73.733342° сх. д.     | 2 000 м Лід                                                       |
| ЗПС Озеро Енігма (обслуговує станцію «Маріо Цукчеллі») ЗПС                | Італія            | AT09      |          | Терра Нова Бей                       | 74°43′08″ пд. ш. 164°01′46″ сх. д. / 74.718921° пд. ш. 164.029558° сх. д.   | 18/36 724 м Лід                                                   |
| ЗПС Фоссиль Блуф ЗПС                                                      | Велика Британія   | AT10      |          | Протока Джорджа VI                   | 71°19′46″ пд. ш. 68°16′01″ зх. д. / 71.329333° пд. ш. 68.267° зх. д.        | 17/35 1 210 м Сніг                                                |
| ЗПС Галлей ЗПС                                                            | Велика Британія   | EGAH AT11 |          | Brunt Ice Shelf                      | 75°34′54″ пд. ш. 26°32′28″ зх. д. / 75.581667° пд. ш. 26.541167° зх. д.     | 09/27 363 м Сніг                                                  |
| Ice Runway (обслуговує станції «Мак-Мердо» та «Скотт») Аеродром           | США Нова Зеландія | NZIR      |          | Острів Росса                         | 77°51′14″ пд. ш. 166°28′07″ сх. д. / 77.853889° пд. ш. 166.468611° сх. д.   | 11/29 3 042 м Лід 16/34 3 042 м Лід                               |
| Аеродром Джека Ф. Паулюса (обслуговує станцію «Амундсен-Скотт») Аеродром  | США               | NZSP      |          | Південний полюс                      | 89°59′51″ пд. ш. 139°16′22″ сх. д. / 89.9975° пд. ш. 139.272778° сх. д.     | 02/20 3 700 м Сніг                                                |
| ЗПС Конен ЗПС                                                             | Німеччина         | AT12      |          | Земля Королеви Мод                   | 75°00′07″ пд. ш. 0°04′00″ сх. д. / 75.001912° пд. ш. 0.066620° сх. д.       | 17/35 901 м Лід                                                   |
| ЗПС Куньлунь ЗПС                                                          | КНР               |           |          | Східна Антарктида                    | 80°25′02″ пд. ш. 77°06′59″ сх. д. / 80.417340° пд. ш. 77.116449° сх. д.     | 2 000 м Лід                                                       |
| Марамбіо Аеродром                                                         | Аргентина         | SAWB      |          | Острів Симор                         | 64°14′21″ пд. ш. 56°37′48″ зх. д. / 64.239205° пд. ш. 56.630074° зх. д.     | 05/23 1 260 м Ґрунт                                               |
| Marble Point Геліпорт, АЗС                                                | США               | GC0079    |          | Земля Вікторії                       | 77°24′47″ пд. ш. 163°40′44″ сх. д. / 77.413055° пд. ш. 163.678889° сх. д.   | Ґрунт                                                             |
| Аеродром Маріо Цукчеллі Аеродром                                          | Італія            | NZTB AT13 |          | Терра Нова Бей                       | 74°40′59″ пд. ш. 164°06′45″ сх. д. / 74.682975° пд. ш. 164.112594° сх. д.   | 03/21 3 090 м Лід                                                 |
| ЗПС Моусон ЗПС                                                            | Австралія         |           |          | Земля Мак-Робертсона                 | 67°37′34″ пд. ш. 62°52′04″ сх. д. / 67.626152° пд. ш. 62.867767° сх. д.     | Варіюється Лід                                                    |
| Мід Поінт ЗПС                                                             | Італія            | AT14      |          | Східно-Антарктичний льодовиковий щит | 75°32′28″ пд. ш. 145°49′18″ сх. д. / 75.541095° пд. ш. 145.821672° сх. д.   | 01/19 1 210 м Лід                                                 |
| Молодьожная Аеродром                                                      | Росія             | AT15      |          | Тала-Гіллз                           | 67°40′58″ пд. ш. 46°08′05″ сх. д. / 67.682833° пд. ш. 46.134667° сх. д.     | 10/28 2 559 м Лід                                                 |
| Ноймаєр ЗПС                                                               | Німеччина         | AT16      |          | Ekstrom Ice Shelf                    | 70°38′07″ пд. ш. 8°15′49″ зх. д. / 70.635205° пд. ш. 8.263539° зх. д.       | 15/33 1 014 м Лід                                                 |
| Аеродром Новолазарєвська Аеродром                                         | Росія             | AT17      |          | Земля Королеви Мод                   | 70°49′29″ пд. ш. 11°38′01″ сх. д. / 70.824683° пд. ш. 11.633690° сх. д.     | 10/28 3 299 м Лід                                                 |
| ЗПС О'Гіґґінс (обслуговує станцію «Генерал Бернардо О'Гіґґінс») ЗПС       | Чилі              | SCBO      |          | Прайм-Хед                            | 63°20′34″ пд. ш. 57°49′23″ зх. д. / 63.342759° пд. ш. 57.823152° зх. д.     | 800 м Лід                                                         |
| Льодовик Оделл Аеродром                                                   | США               | AT18      |          | Льодовик Оделл                       | 76°39′00″ пд. ш. 159°58′00″ сх. д. / 76.65° пд. ш. 159.966667° сх. д.}      | 18/36 1 803 м Лід                                                 |
| ЗПС Палмер Геліпорт, ЗПС                                                  | США               | NZ12      |          | Острів Антверпен                     | 64°46′30″ пд. ш. 64°03′16″ зх. д. / 64.775001° пд. ш. 64.054442° зх. д.     | 01/19 760 м Сніг                                                  |
| Патріот-Гіллз Аеродром                                                    | США               | SCPZ      |          | Гори Елсворт                         | 80°18′53″ пд. ш. 81°22′29″ зх. д. / 80.314861° пд. ш. 81.374833° зх. д.     | 24M 1 000 м Лід                                                   |
| Пегасус Філд (обслуговує станції «Мак-Мердо» та «Скотт») Аеродром         | США Нова Зеландія | NZPG      |          | Острів Росса                         | 77°58′28″ пд. ш. 166°31′40″ сх. д. / 77.974528° пд. ш. 166.527861° сх. д.   | 15/33 3 000 м Лід 08/26 3 000 м Лід                               |
| Персеус Аеродром                                                          | Росія             |           |          |                                      | 71°25′09″ пд. ш. 23°31′06″ сх. д. / 71.419200° пд. ш. 23.518242° сх. д.     | 10/28 3 000 м Лід                                                 |
| Петрел Аеродром                                                           | Аргентина         | SA47      |          | Острів Данді                         | 63°28′44″ пд. ш. 56°13′53″ зх. д. / 63.478971° пд. ш. 56.231277° зх. д.     | 08/26 1 062 м Ice                                                 |
| Фонікс (обслуговує станції «Мак-Мердо» та «Скотт») Аеродром               | США Нова Зеландія | NZFX      |          | Острів Росса                         | 77°57′23″ пд. ш. 166°46′00″ сх. д. / 77.956271° пд. ш. 166.766750° сх. д.   | 15/33 3 400 м Сніг                                                |
| ЗПС Плато ЗПС                                                             | США               | AT20      |          | Земля Королеви Мод                   | 79°15′03″ пд. ш. 40°33′38″ сх. д. / 79.250806° пд. ш. 40.560417° сх. д.     | 18/36 3 492 м Лід                                                 |
| Плоу-Айленд (обслуговує станцію Дейвіс) ЗПС                               | Австралія         |           |          | Земля Принцеси Єлизавети             | 68°31′54″ пд. ш. 78°01′51″ сх. д. / 68.531667° пд. ш. 78.030833° сх. д.     | Варіюється Лід                                                    |
| Принцеса Елізабет Аеродром                                                | Бельгія           |           |          | Utsteinen Nunatak                    | 71°57′27″ пд. ш. 23°13′12″ сх. д. / 71.957375° пд. ш. 23.220126° сх. д.     | 1 420 м Лід                                                       |
| ЗПС Прогрес ЗПС                                                           | Росія             |           |          | Ларсеманн-Гіллз                      | 69°25′51″ пд. ш. 76°19′55″ сх. д. / 69.430723° пд. ш. 76.331940° сх. д.     | 1 000 м Лід                                                       |
| Аеропорт «Тенієнте Марш» (обслуговує станцію «Фрей») Міжнародний аеропорт | Чилі              | SCRM      | TNM      | Кінг-Джордж                          | 62°11′27″ пд. ш. 58°59′12″ зх. д. / 62.190833° пд. ш. 58.986667° зх. д.     | 11/29 1 290 м Гравій                                              |
| Ротера Аеродром                                                           | Велика Британія   | EGAR AT01 |          | Ротера Поінт Острів Аделейд          | 67°34′04″ пд. ш. 68°07′39″ зх. д. / 67.567778° пд. ш. 68.127389° зх. д.     | 18/36 869 м Гравій                                                |
| Рамдуддл Пік (обслуговує станцію Моусон) ЗПС                              | Австралія         | AT21      |          | Земля Мак-Робертсона                 | 67°45′13″ пд. ш. 62°45′58″ сх. д. / 67.753711° пд. ш. 62.766122° сх. д.     | 17/35 400 м Лід                                                   |
| S17 ЗПС                                                                   | Японія            |           |          | Земля Ендербі                        | 69°01′41″ пд. ш. 40°05′33″ сх. д. / 69.02807608° пд. ш. 40.09244947° сх. д. | 1 200 м Лід                                                       |
| ЗПС САНАЕ IV ЗПС                                                          | ПАР               | AT22      |          | Земля Королеви Мод                   | 71°40′25″ пд. ш. 2°49′44″ зх. д. / 71.673667° пд. ш. 2.828833° зх. д.       | 17/35 998 м Лід                                                   |
| Сьова ЗПС                                                                 | Японія            | AT25      |          | Острів Східний Онгул                 | 69°01′11″ пд. ш. 39°37′31″ сх. д. / 69.019823° пд. ш. 39.625359° сх. д.     | 17/35 998 м Лід                                                   |
| Сіпл Дом ЗПС                                                              | США               |           |          | Земля Мері Берд                      | 81°39′29″ пд. ш. 148°59′51″ сх. д. / 81.658053° пд. ш. 148.997391° сх. д.   | 3 330 м Лід                                                       |
| Сітри ЗПС                                                                 | Італія            | AT23      |          |                                      | 71°39′14″ пд. ш. 148°39′12″ сх. д. / 71.653889° пд. ш. 148.653333° сх. д.   | 17/35 998 м Лід                                                   |
| Скай Блю Аеродром                                                         | Велика Британія   | AT24      |          | Земля Елсворта                       | 74°51′23″ пд. ш. 71°34′10″ зх. д. / 74.856333° пд. ш. 71.569333° зх. д.     | 14/32 1 210 м Лід                                                 |
| ЗПС Тилеві гори ЗПС                                                       |                   | AT26      |          | Тилеві гори                          | 85°11′54″ пд. ш. 87°52′42″ зх. д. / 85.198333° пд. ш. 87.878333° зх. д.     | 17/35 1 577 м [Архівовано 27 березня 2021 у Wayback Machine.] Лід |
| Аеродром Троль (обслуговує станцію Троль) Аеродром                        | Норвегія          | AT27      |          | Земля Королеви Мод                   | 71°57′19″ пд. ш. 2°28′03″ сх. д. / 71.955389° пд. ш. 2.467397° сх. д.       | 11/29 3 300 м Лід                                                 |
| Юніон Глешер Блю-Айс Ранвей (обслуговує станції «Юніон Глешер») Аеродром  | США Чилі          | SCGC      |          | Хребет Герітедж                      | 79°46′40″ пд. ш. 83°19′15″ зх. д. / 79.777778° пд. ш. 83.320833° зх. д.     | 18/36 3 000 м Лід                                                 |
| ЗПС Восток ЗПС                                                            | Росія             | AT28      |          | Полюс холоду                         | 78°27′58″ пд. ш. 106°50′54″ сх. д. / 78.466139° пд. ш. 106.84825° сх. д.    | 03/21 3 652 м Лід                                                 |
| Вілкінс (обслуговує станцію «Кейсі») Аеродром                             | Австралія         | YWKS      |          | Берег Бадда Земля Вілкса             | 66°41′22″ пд. ш. 111°29′09″ сх. д. / 66.689443° пд. ш. 111.485833° сх. д.   | 09/27 4 000 м Лід                                                 |
| Вільямс Філд (обслуговує станції «Мак-Мердо» та «Скотт») Аеродром         | США Нова Зеландія | NZWD      |          | Острів Росса                         | 77°52′02″ пд. ш. 167°03′24″ сх. д. / 77.867357° пд. ш. 167.056572° сх. д.   | 07/25 3 000 м Сніг 15/33 3 000 м Сніг                             |
| Вульфс Фанг Аеродром                                                      | Велика Британія   |           | WFR      | Земля Королеви Мод                   | 71°31′ пд. ш. 08°48′ сх. д. / 71.517° пд. ш. 8.800° сх. д.                  | 2 500 м Лід                                                       |